# 1 Life
1 Life – utwór belgijskiej wokalistki Sandy „Xandee” Boets, napisany przez Marca i Dirka Paelincków, nagrany oraz wydany 2004 roku, umieszczony na debiutanckim albumie studyjnym artystki pod tym samym tytułem.

## Historia utworu

### Nagrywanie

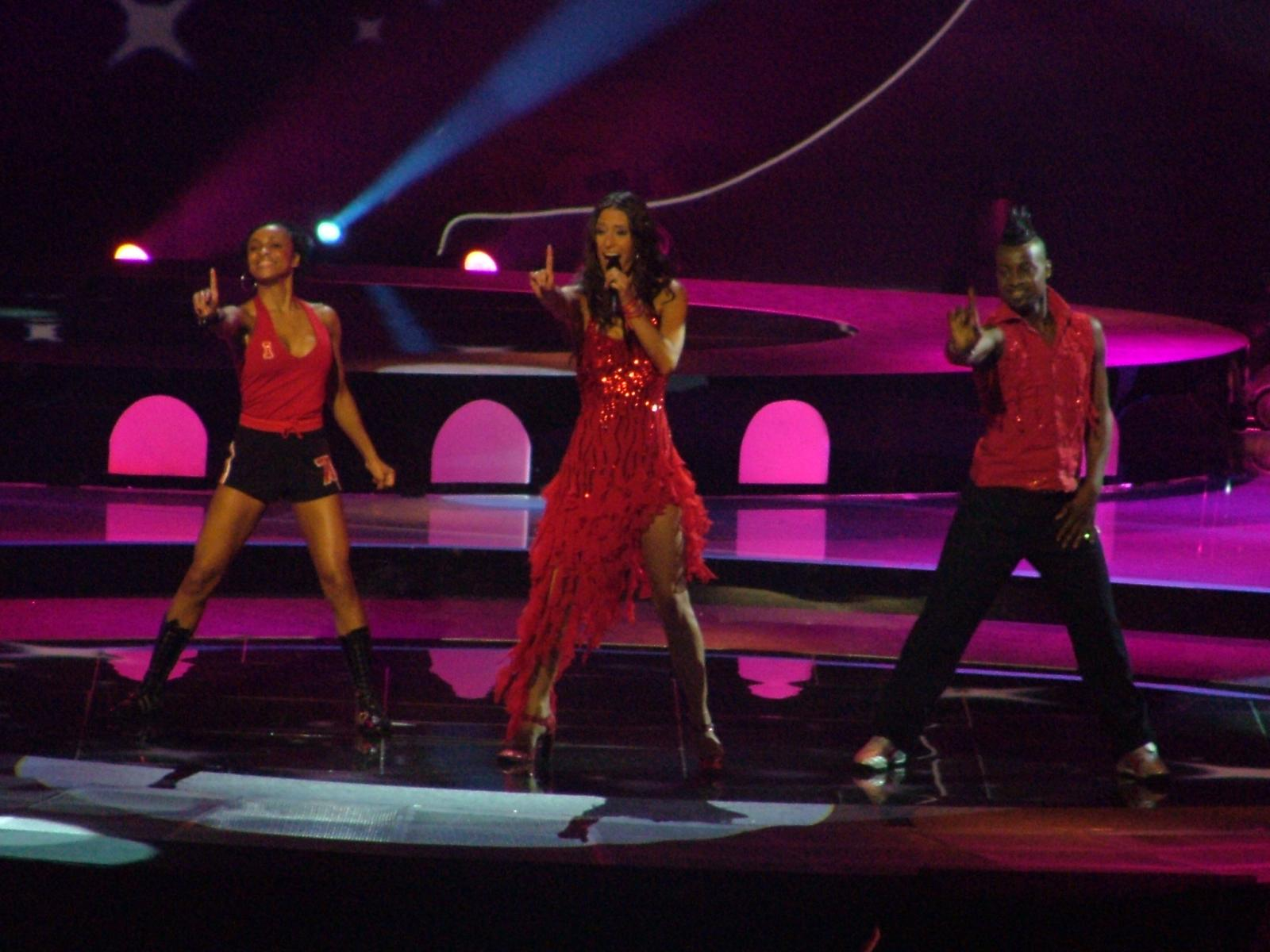
Xandee podczas prezentacji singla w finale 49. Konkursu Piosenki Eurowizji w 2004 roku

Utwór powstał w 2004 roku, muzykę do piosenki skomponował Marc Paelinck, który został także producentem singla, natomiast słowa napisał jego brat – Dirk. Za miks numeru odpowiedzialny był Peter Bulkens, a za nagranie – Guy Maes. 

### Teledysk
Oficjalny teledysk do singla został kręcony w Holandii w marcu 2004 roku, jego premiera odbyła się miesiąc później. Reżyserem klipu został niderlandzki twórca Robert KC Brouwers.

### Występy na żywo:Nationaal Songfestival 2004, Konkurs Piosenki Eurowizji 2004
Utwór reprezentował Belgia podczas 49. Konkursu Piosenki Eurowizji, wygrywając w lutym finał krajowych eliminacji Eurosong 2004. Singiel zakwalifikował się do stawki półfinałowej selekcji jako jedna z 28 piosenek spośród 260 propozycji nadesłanych do siedziby flamandzkiego nadawcy VRT. Numer został zaprezentowany podczas pierwszego etapu półfinałowego i awansował do finału eliminacji, zdobywając łącznie 54 punktów od komisji jurorskiej oraz telewidzów. W finałowej rundzie eliminacji utwór pokonał pozostałe 6 propozycji, otrzymując w sumie 50 punktów od pięcioosobowego panelu jurorskiego oraz telewidzów. Koncert finałowy Eurosong 2004 obejrzało łącznie ok. 1,9 miliona mieszkańców
Niedługo po finale selekcji pojawiły się pogłoski o popełnieniu plagiatu przez autorów zwycięskiego utworu, a samą piosenkę porównano do singla „One Shot Lover” zespołu Venus. Doniesieniom zaprzeczyli sami twórcy, bracia Paelinck.
Przed rozegraniem finału 49. Konkursu Piosenki Eurowizji utwór był jednym z głównych faworytów bukmacherów oraz fanów do wygrania. Dzięki zajęciu miejsca w pierwszej jedenastce przez zespół Urban Trad podczas konkursu w 2003 roku, reprezentantka nie musiała brać udziału w półfinale i miała gwarantowane miejsce w finale. Podczas koncertu finałowego widowiska, który odbył się 15 maja w Stambule, utwór zajął ostatecznie 22. miejsce po zdobyciu łącznie 7 punktów. Podczas występu wokalistce towarzyszył chórek w składzie: Patrick Vinx, Chantal Kashala, Jessica Cruz De Pina, Clift Ferdy Bell i Daniel Pires.
Oprócz singla w języku angielskim, powstała także tureckojęzyczna wersja piosenka („Tek hayat”), którą wokalistka zaprezentowała w programie Biebabeloela krajowej telewizji TV1.

## Lista utworów
CD Single (Europe Release)
1. „1 Life” (Radio Edit) – 2:57
2. „1 Life” (Da Flip Extended Remix) – 6:10

CD Single (Belgium Release)
1. „1 Life” (Acoustic) – 2:27
2. „Chain Reaction” – 3:46

CD Single (US Release)
1. „1 Life” (Radio Edit) – 2:57
2. „1 Life” (Da Flip Extended Remix) – 6:10
3. Inoa & Kordak US Release – 6:10

## Notowania na listach przebojów
| Kraj              | Lista (2004)   | Najwyższe miejsce |
| ----------------- | -------------- | ----------------- |
| Belgia (Flandria) | Top 50 Singles | 1                 |
| Belgia (Walonia)  | Single Top 100 | 18                |

| Kraj   | Lista (2004)    | Miejsce |
| ------ | --------------- | ------- |
| Belgia | Top 100 Singles | 1       |